# Comuna de Mielnik
Mielnik (polaco: Gmina Mielnik) é uma gminy (comuna) na Polónia, na voivodia de Podláquia e no condado de Siemiatycze. A sede do condado é a cidade de Mielnik.
De acordo com os censos de 2004, a comuna tem 2708 habitantes, com uma densidade 13,8 hab/km².

## Área
Estende-se por uma área de 196,24 km², incluindo:
- área agricola: 35%
- área florestal: 59%

## Demografia
Dados de 30 de Junho 2004:
|                      | Total   | Total | Mulheres | Mulheres | Homens  | Homens |
| -------------------- | ------- | ----- | -------- | -------- | ------- | ------ |
|                      | pessoas | %     | pessoas  | %        | pessoas | %      |
| População            | 2708    | 100   | 1412     | 52,1     | 1296    | 47,9   |
| Densidade (pop./km²) | 13,8    | 100   | 7,2      | 7,2      | 6,6     | 6,6    |

De acordo com dados de 2002, o rendimento médio per capita ascendia a 2105,06 zł.

## Subdivisões
- Homoty, Kudlicze, Maćkowicze, Mętna, Mielnik, Moszczona Królewska, Niemirów, Osłowo, Pawłowicze, Radziwiłłówka, Sutno, Tokary, Wajków, Wilanowo.

## Comunas vizinhas
- Konstantynów, Nurzec-Stacja, Sarnaki, Siemiatycze.